# U.S. National Geodetic Survey

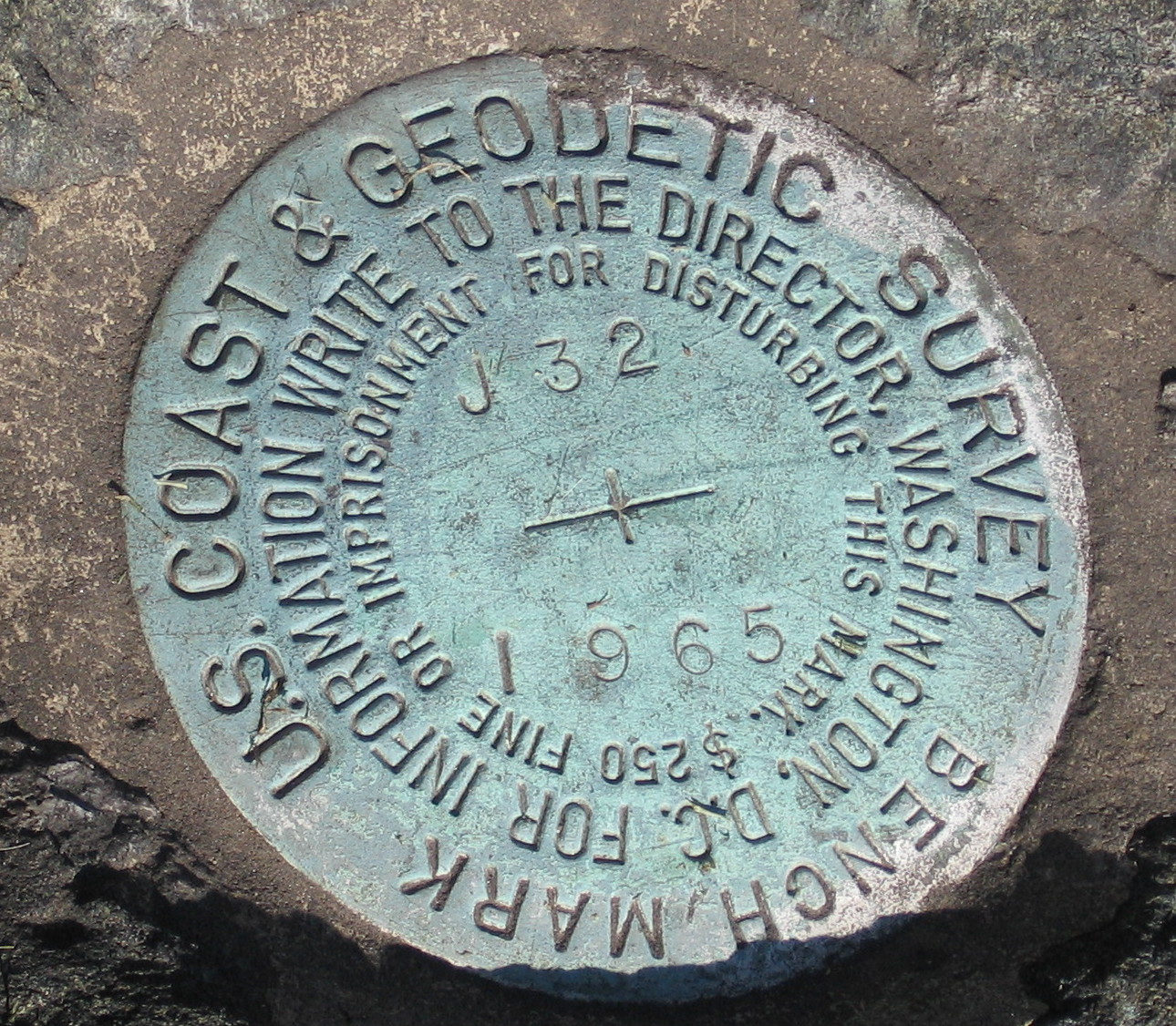
Uma marca do United States Coast and Geodetic Survey embutida em pedra junto ao Noroton Volunteer Fire Department em Darien, Connecticut.

O National Geodetic Survey (NGS), anteriormente United States Survey of the Coast (1807-1836), United States Coast Survey (1836-1878) e United States Coast and Geodetic Survey (USC&GS) (1878-1970), é uma agência federal dos Estados Unidos que define e gere um sistema nacional de coordenadas nos Estados Unidos, fornecendo a base para o transporte e a comunicação de coordenadas, o mapeamento e levantamento topográfico e um grande número de aplicações de ciência e engenharia. Desde a sua fundação na sua forma atual em 1970, faz parte da Administração Nacional Oceânica e Atmosférica (NOAA), do Departamento de Comércio dos Estados Unidos.
A história e a herança do National Geodetic Survey estão interligadas com as de outros departamentos da NOAA. Enquanto U.S. Coast Survey e U.S. Coast and Geodetic Survey, a agência operou uma frota de embarcações e, a partir de 1917, a Coast and Geodetic Survey era um dos serviços uniformizados dos Estados Unidos com o seu próprio corpo de oficiais comissionados. Após a criação da Environmental Science Services Administration (ESSA) em 1965, o corpo comissionado foi separado do Survey para se tornar o Environmental Science Services Administration Corps (ou "ESSA Corps"). Após a criação da NOAA em 1970, o Corpo da ESSA tornou-se o Environmental Science Services Administration Corps (ou "Corpo da NOAA"); a operação de navios foi transferida para a nova frota da NOAA; As responsabilidades geodésicas foram colocadas sob o novo National Geodetic Survey; e as tarefas de levantamento hidrográfico ficaram com o novo Office of Coast Survey da NOAA. Assim, as organizações antecedentes do National Geodetic Survey também são os antepassados do NOAA Corps e Office of Coast Survey da atualidade e estão entre os antepassados da frota NOAA de hoje. Além disso, o National Institute of Standards and Technology de hoje, apesar de há muito separado do Survey, iniciou-se como Office of Weights and Measures no contexto do Survey.

## Missão
O National Geodetic Survey mantém o sistema nacional de referência espacial (NSRS) dos Estados Unidos, um sistema de coordenadas que define a latitude, a longitude, a altitude, a gravidade e a orientação em trabalhos topográficos nos Estados Unidos. O NGS deve definir o NSRS e coordenar este com o de outros países num quadro internacional de referências terrestres coerente.

## Direções históricas
Os seguintes chefiaram o NGS ou seus antecessores sob diferentes formas :

### Superintendentes doSurvey of the Coast
1. Ferdinand Rudolph Hassler 1816 ‒ 1818, 1832 ‒ 1843
2. Alexander Dallas Bache 1843 – 1867
3. Benjamin Peirce 1867 – 1874
4. Carlisle Pollock Patterson 1874 – 1881
5. Julius Erasmus Hilgard 1881 – 1885
6. Frank Manly Thorn 1885 – 1889
7. Thomas Corwin Mendenhall 1889 – 1894
8. William Ward Duffield 1894 – 1897
9. Henry Smith Pritchett 1897 – 1900
10. Otto Hilgard Tittman 1900 – 1915

### Diretores doCoast and Geodetic Survey
1. Cap. Ernest Lester Jones 1915 – 1929
2. Contra-almirante Raymond Stanton Patton 1929 – 1937
3. Contra-almirante Leo Otis Colbert 1938 – 1950
4. Contra-almirante Robert Francis Anthony Studds 1950 – 1955
5. Contra-almirante Henry Arnold Karo 1955 – 1965
6. Contra-almirante James Chisholm Tison, Jr. 1965 – 1968